# 아름다운 시절 (드라마)
《아름다운 시절》은 2007년 11월 12일부터 2008년 6월 6일까지 방영된 한국방송공사 TV소설이다.

## 기획 의도
1970년대 춘천의 작은 시장을 무대로 네 남매의 갈등과 사랑을 소박하고 친근하게 그려내며 인간 군상들의 절박한 희망, 사랑 등을 그린 드라마.

## 등장 인물

### 주요 인물
- 전익령 : 오향숙 역
- 박그리나[1][2] : 오진숙 역
- 최규환 : 오재범 역
- 최진혁 : 오재혁 역

### 주변 인물
- 송옥숙 : 강순애 역
- 김명수 : 김명진 역
- 정승호 : 임춘삼 역
- 이응경 : 천미자 역
- 최원영 : 임경호 역
- 강보경 : 임경화 역
- 조병기 : 천철구 역

### 그 외 인물
- 김유정 : 장다정 역
- 박주아 : 김씨할매 역
- 권재희 : 마산댁 역
- 오용 : 마달봉 역
- 김민희 : 김애경 역
- 전희주 : 최태희 역
- 이대로 : 한씨 역
- 이가흔 : 한미영 역
- 정종현 : 김대호 역